# Lanzett-Weidenröschen
Das Lanzett-Weidenröschen (Epilobium lanceolatum) ist eine Pflanzenart aus der Gattung der Weidenröschen (Epilobium) innerhalb der Familie der Nachtkerzengewächse (Onagraceae).

## Beschreibung

### Vegetative Merkmale
Das Lanzett-Weidenröschen ist eine ausdauernde krautige Pflanze, die Wuchshöhen 20 bis 60 Zentimetern erreicht. Stängel und Blätter sind kurz angedrückt behaart. Der Stängel ist kurz bogig aufsteigend, seltener steif aufrecht; er ist einfach oder mit aufrechten Ästen. Die relativ kleinen, nur einige Zentimeter langen Laubblätter sind deutlich in Blattstiel und Blattspreite gegliedert. Sie sind breit. Der Blattstiel ist 4 bis 8 Millimeter lang. Die einfache Blattspreite ist bei einer Länge von 20 bis 60 Millimetern sowie einer Breite von 4 bis 18 Millimetern lanzettlich und ganzrandig oder nur entfernt gezähnt. Die oberen Stängelblätter sind aber schmaler als das Blatt auf dem Bild.

### Generative Merkmale
Der Blütenstand enthält sechs bis zwölf Blüten. Die zwittrigen Blüten sind bei einem Durchmesser von nur 6 bis 10 Millimetern radiärsymmetrisch und vierzählig. Ihre Farbe wechselt von weißlich bei den jungen Blüten zu tief rosafarben bei den alten Blüten. Der Kelch ist zusammen mit der Kelchröhre 4,5 bis 6,8 Millimeter lang. Die Narbe ist vierspaltig. Die Blütenblätter sind 5 bis 7 Millimeter lang.
Die Fruchtstiele sind 8 bis 25 Millimeter lang. Die Früchte sind meist 40 bis 65 (35 bis 70) Millimeter lang.
Die Chromosomenzahl beträgt 2n = 18 oder 36.

## Vorkommen
Das Verbreitungsgebiet des Lanzett-Weidenröschen ist Europa über die Türkei bis zum Kaukasusraum, dazu Madeira und Algerien. Es gibt Fundorte in Europa in den Ländern Portugal, Spanien, Frankreich, Italien, Deutschland, Großbritannien, Schweiz, Belgien, Niederlande, Österreich, Tschechien, Slowakei, Ungarn, Kroatien, Serbien, Bosnien und Herzegowina, Montenegro, Albanien, Nordmazedonien, Griechenland, Bulgarien, Rumänien, Moldau, Ukraine sowie die Türkei. In Deutschland ist es nur im Rheintal südlich von Köln verbreitet. In den anderen Gebieten ist es eher selten, in den östlichen Teilen Deutschlands wahrscheinlich ausgestorben.
Das Lanzett-Weidenröschen findet sich auf Felshängen, auf Schotterfeldern oder in Mauern, beispielsweise auf Weinbergen. Es ist in Mitteleuropa eine Charakterart des Verbandes Galeopsion segetum, kommt aber auch in Gesellschaften der Ordnung Androsacetalia vandellii vor. Auf der Iberischen Halbinsel steigt es auf Höhenlagen bis zu 1900 Meter auf.
Die ökologischen Zeigerwerte nach Landolt et al. 2010 sind in der Schweiz: Feuchtezahl F = 2w (mäßig trocken aber mäßig wechselnd), Lichtzahl L = 3 (halbschattig), Reaktionszahl R = 2 (sauer), Temperaturzahl T = 4+ (warm-kollin), Nährstoffzahl N = 3 (mäßig nährstoffarm bis mäßig nährstoffreich), Kontinentalitätszahl K = 2 (subozeanisch).

## Taxonomie
Das Lanzett-Weidenröschen wurde 1818 von Francesco Antonio Sebastiani und Ernesto Mauri in Florae romanae prodromus, S. 138, tab. 2, fig. 2 als Epilobium lanceolatum erstbeschrieben.